# Episkopalkyrkan i USA
Episkopalkyrkan i USA (engelska: Protestant Episcopal Church in the United States of America eller The Episcopal Church, förkortat TEC) är den äldsta anglikanska kyrkan utanför Brittiska öarna.
TEC består av nio kyrkoprovinser med sammanlagt 110 stift i Europa, USA, Puerto Rico, Amerikanska Jungfruöarna, Haiti, Taiwan, Colombia, Dominikanska republiken, Ecuador, Honduras och Venezuela. 
På grund av bland annat kyrkliga splittringar har TEC på senare år tappat många medlemmar och beräknas idag (2022) ha cirka 1,6 miljoner medlemmar.
Engelska kyrkan startade 1607 missionsverksamhet i Jamestown i Virginia. Episkopalkyrkan skildes officiellt från den engelska moderkyrkan 1789. När prästerskapet i Connecticut utsåg Samuel Seabury till biskop så kunde han inte ordineras inom Engelska kyrkan, eftersom denna var bunden av en trohetsed till den engelske monarken att inte utnämna icke-engelska biskopar. Seabury ordinerades därför inom Skotska Episkopalkyrkan den 14 november 1784 i Aberdeen.

## Splittring
2003 valdes den öppet homosexuelle Gene Robinson till biskop inom TEC. Allt sedan dess har många inom kyrkan krävt att detta ”missförhållande” rättas till. Det faktum att kyrkan dessutom viger samkönade par har också vållat intern debatt.
Lördag den 8 december 2007 röstade det episkopala stiftet i San Joaquin i Kalifornien för att lämna TEC i protest mot dess liberalteologiska hållning i dessa frågor. 173 delegater röstade för utträde, 22 emot, vilket räckte för att uppnå erforderliga två tredjedels majoritet. Därefter beslutade stiftet att istället ansluta sig till den Anglikanska kyrkan i Sydamerika.
Enskilda församlingar har också beslutat lämna TEC. I oktober 2006 beslutade Church of the Messiah, i Chesapeake, Virginia att lämna kyrkan och ansluta sig till den Anglikanska gemenskapen i Nordamerika (CANA). I december 2006 beslutade ytterligare åtta församlingar i Virginia att lämna kyrkan och bilda det Anglikanska distriktet i Virginia, som en del av CANA. Eftersom lokala församlingar inom episkopalkyrkan inte äger sina kyrkor så har detta lett till juridiska tvister med Virginiastiftet inom TEC. I februari 2007 lämnade församlingen St Andrew’s-in-the-Pines, i Atlanta, Georgia TEC och anslöt sig till CANA. Församlingsmedlemmarna beslutade senare att avstå alla juridiska krav på kyrklig egendom och omorganiserade sig som Anglikanska kyrkan i Fayette County. I mars 2007 lämnade två församlingar i Colorado Springs TEC och anslöt sig till CANA.
I oktober 2008 lämnade Pittsburghstiftet episkopalkyrkan och i november 2008 förväntas ytterligare två stift, Quincy i Illinois och Fort Worth i Texas, att göra det.
2009 bildade konservativa väckelsekristna och högkyrkliga Anglican Church in North America (ACNA) som beräknas ha över 700 församlingar och cirka 100 000 medlemmar. Till ärkebiskop valdes den tidigare avsatte biskopen Robert Duncan.